# 赤外線ドップラー装置
赤外線ドップラー装置 (IRD装置, Infra Red Doppler Instrument)とはすばる望遠鏡で使用されている天体観測用の近赤外線分光器である。波長分解能は最大R=70,000で、近赤外線のY,J,H 波長帯（波長1.65μm以下に相当）をカバーする。赤色矮星の周りに存在する地球程度の質量をもつ惑星が引き起こす視線速度の変動をドップラー効果を通じて精密に測定すること（視線速度法）を主な目的とする。赤色矮星はエネルギーの大半を近赤外線の波長域で放出するためIRDのような近赤外線観測装置の方が有利となる。視線速度の測定精度は秒速2メートル程度を見込んでいる。波長測定の基準となる波長スケールとして、これまで天体観測装置への応用例の少なかったレーザー周波数コムを使用するのが先進的な点である。周波数コムは980nmから1.75μmの範囲をカバーする。従来、天体観測用分光器で波長スケールとして広く使用されてきた輝線ランプや吸収セルは赤外線領域では十分に性能を発揮できず赤外線分光器の高性能化の障壁となっていたが、IRDは周波数コムを採用したことでこの問題から解放されているIRDは視線速度の測定の他にも惑星大気の観測にも使用できる。
温度変化による系統誤差を軽減するためにIRDの本体はすばる望遠鏡のクーデ焦点室内の恒温環境に設置され、望遠鏡のナスミス焦点から光ファイバーによって光が装置に導かれ入射する。テスト光源を使ったファーストライトは2017年8月に行われ、周波数コムを併用し実際の天体を観測する状態でのファーストライトは2018年2月に行われた。2019年からは赤色矮星の周囲の太陽系外惑星を探索する大規模サーベイである「IRD-Subaru Strategic Program (IRD-SSP)」を行っている